# Vranovské skály
Vranovské skály jsou přírodní památka, státem chráněná od roku 1991. Jedná se o skupinu pískovcových věží v katastrálním území Svébořice města Ralsko, bezprostředně u části Vranov města Mimoně na úpatí kopce Ralska se stejnojmenným hradem v okrese Česká Lípa v Libereckém kraji. Skály se nacházejí na území, které je ve správě státního podniku Vojenské lesy a statky. Chráněná plocha má rozlohu 12,92 ha ve výši 350 až 420 metrů. Předmětem ochrany je celý skalní komplex nad osadou Vranov.

## Vyhlášení památky
Přírodní památku PP Vranovské skály vyhlásil Obecně závaznou vyhláškou OkÚ Česká Lípa dne 15. listopadu 1991, přidělen jí byl kód 1352.
Protože na území kolem Ralska byl vojenský výcvikový prostor, nebylo území ve správě CHKO, ale (v roce 2003) v péči Ministerstva životního prostředí prostřednictvím Agentury ochrany přírody a krajiny ČR.

## Popis skal

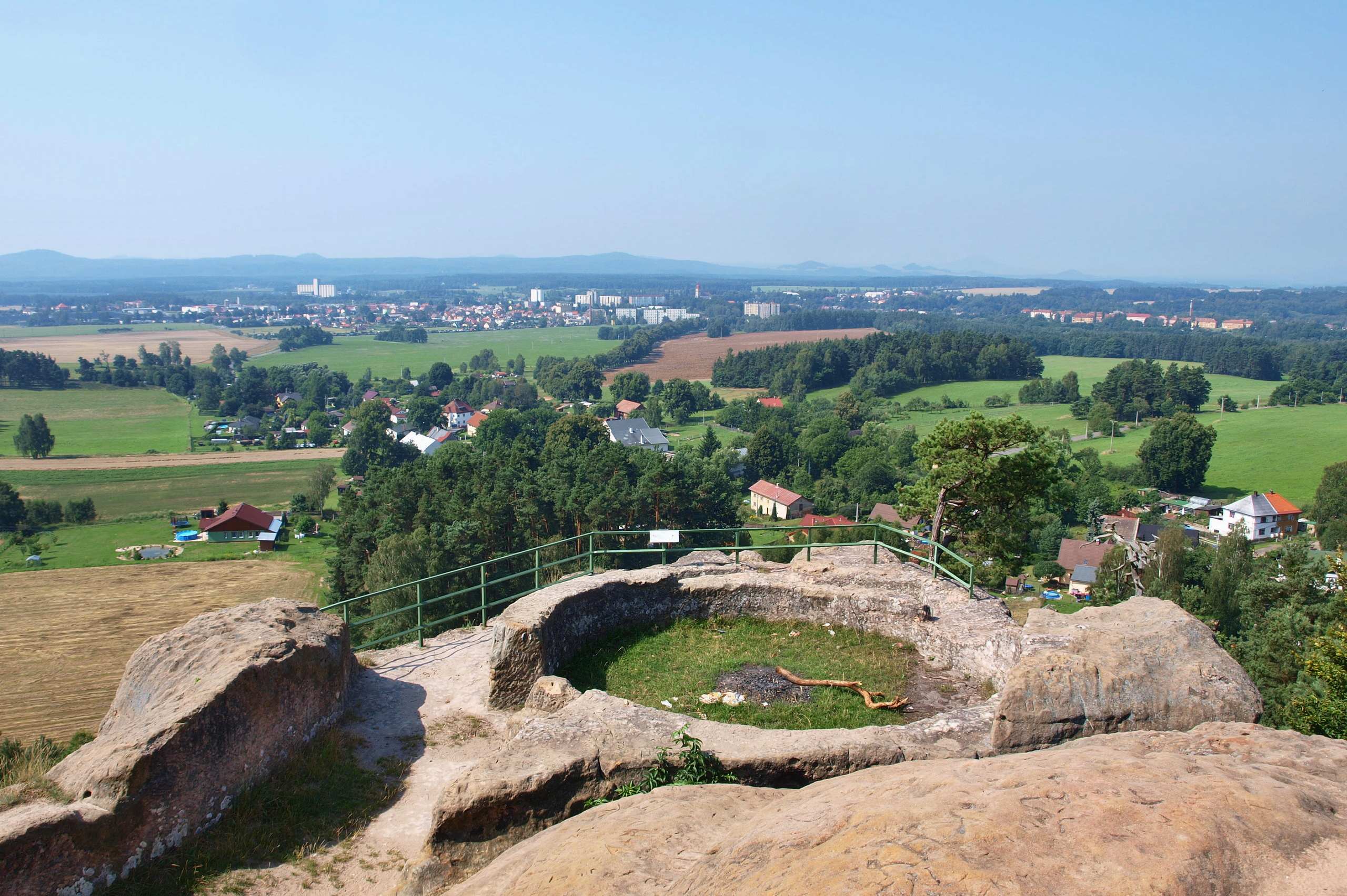
Pohled na Vranov a Mimoň (v pozadí) z Juliiny vyhlídky. Vpředu jsou patrné pozůstatky vyhlídkového altánu z roku 1822

Skupina skal je na jižní straně kopce Ralsko, oddělená od něj malým údolím. Je zajímavá svou světlou barvou pískovce kontrastujícího s okolními tmavými lesy. Skály mají různé barvy, od téměř bílé, žluté až cihlově červené. Jednotlivě byly před desítkami let pojmenovány Němci, přejmenovány později česky, některé zpřístupněny a opatřeny vyhlídkou. Na úpatí skal jsou četné pukliny. Některé skály jsou složeny z pískovců různých barev, složení a stáří. Skály jsou v nadmořské výšce 350 až 420 metrů a tyčí se nad osadou Vranov (ta je administrativní součást blízkého města Mimoně).. Vlastní přírodní památka však leží již v katastrálním území Svébořice, které přísluší k městu Ralsko. Společně s Ralskem jsou Vranovské skály řazeny do Ralské pahorkatiny, její rozlohou větší části Zákupská pahorkatina.

### Názvy skal
Juliina vyhlídkaNejznámější je Juliina vyhlídka či Juliina výšina (Julienshöhe). Tuto skálu nechal v roce 1822 opatřit vytesanými schody, zábradlím a vyhlídkovou plošinkou hrabě František z Hartigu na počest své manželky hraběnky Juliany, rozené Grundemannové (1786–1866), která si toto místo velice oblíbila. Vyhlídka, kde stával dřevěný gloriet (dřevěný kruhový altán), byla slavnostně otevřena 6. června 1822 k 36. narozeninám hraběnky. Dnes je na tomto místě zachován pouze základový kruh, vtesaný do skály. Z místa je pěkný výhled na osadu Vranov i město Mimoň.
DžbánDalším výrazným skalním útvarem je Mléčný džbán neboli Džbán (Molkenkrug), pískovcová věž tyčící se za stavením č. 34.
OstatníKazatelna, Kočičí kámen, Luční kámen, Velký liščí kámen (Fuchsstein), Luční věž (Weisentein), Malý liščí kámen a Skluzavka.

## Horolezectví
Vranovské skály byly lezecky využívány již ve dvacátých letech 20. století. Na skalní věži Džbán je zaznamenána lezecká cesta Alter Weg, vyznačená Rudolfem Kauschkou. Když se ve druhé polovině 20. století oblast stala součástí vojenského prostoru Ralsko a veřejnosti nebyla přístupná, skály upadly v zapomnění. Jelikož se staré popisy nedochovaly, je zde v současnosti na dvanácti skalách evidováno jen sedmnáct lezeckých cest.

## Předmět ochrany
Chráněny jsou nejen skály, ale i rostlinstvo zejména zakrslé buky lesní (Fagus sylvatica), smrk ztepilý (Picea abies), medvědice lékařská (Arctostaphylos uva-ursi), kokořík vonný (Polygonatum odoratum), česnek tuhý (Allium strictum), ostřice tlapkatá (Carex pediformis), vláskatec tajemný (Trichomanes speciosum) a hnízdí zde nepravidelně poštolka obecná (Falco tinnunculus).

## Přístupnost
Pod skalami vede silnička spojující Mimoň přes osadu Vranov s obcí Noviny. Po úpatí je vytyčena červená turistická trasa vedoucí z Mimoně na vrchol Ralska a žlutá trasa z Pertoltic. Nejbližší železniční trať je  Česká Lípa-Liberec a nejbližší zastávky vlaku jsou v Mimoni a Pertolticích (asi 4 km).

## Odraz vkultuře
Jaroslav Foglar se nechal zdejšími skalami inspirovat při psaní příběhu Rychlé Šípy v pískových skalách.